# Nyczyporiwka
Nyczyporiwka (ukr. Ничипорівка) – wieś na Ukrainie, w obwodzie kijowskim, w rejonie boryspolskim, w hromadzie Jahotyn. W 2001 liczyła 1160 mieszkańców, wśród których 1109 wskazało jako ojczysty język ukraiński, 39 rosyjski, a 12 białoruski.